# Johann Matthias von der Schulenburg

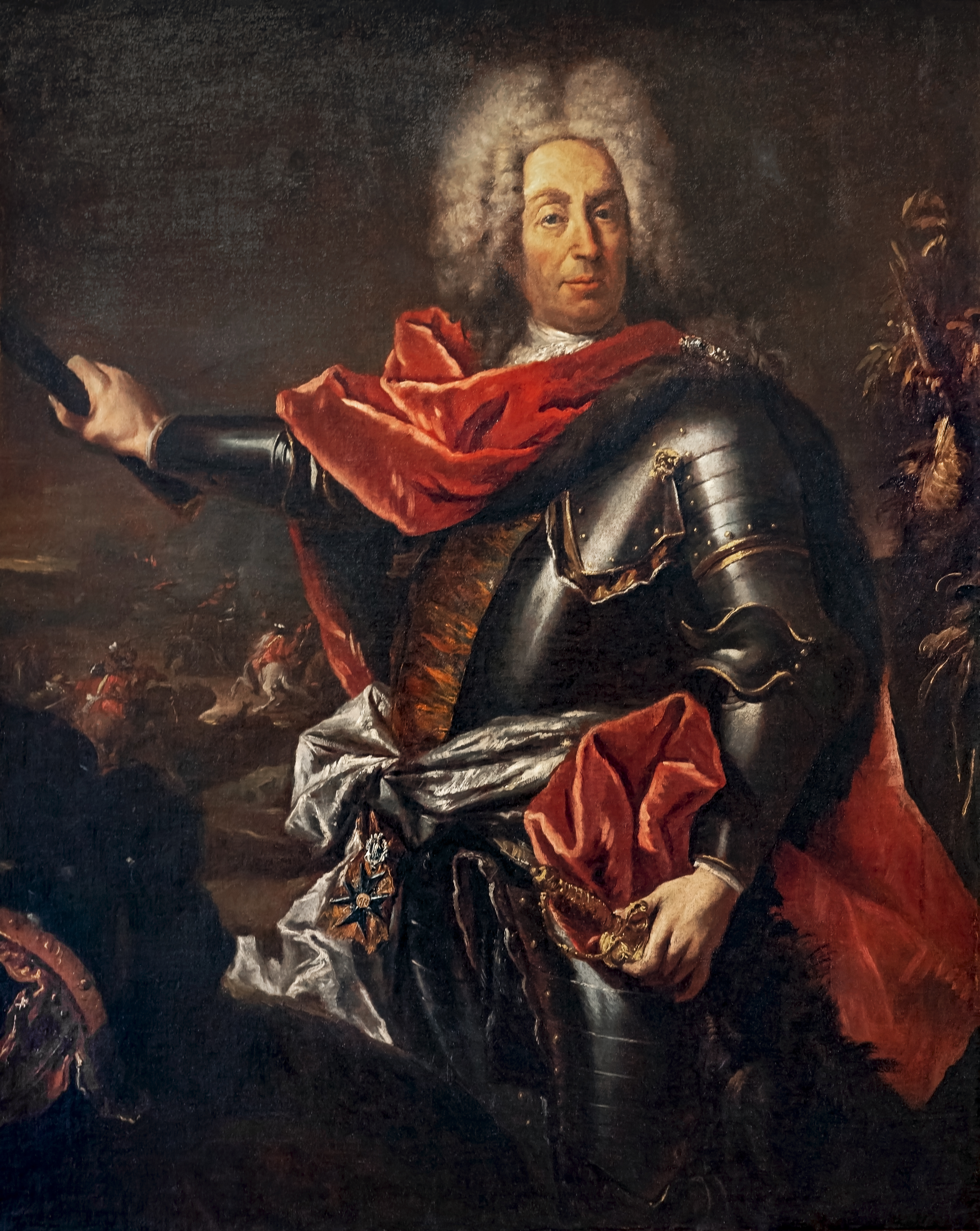
Johann Matthias Reichsgraf von der Schulenburg
(Van Giovanni Antonio Guardi, 1741)

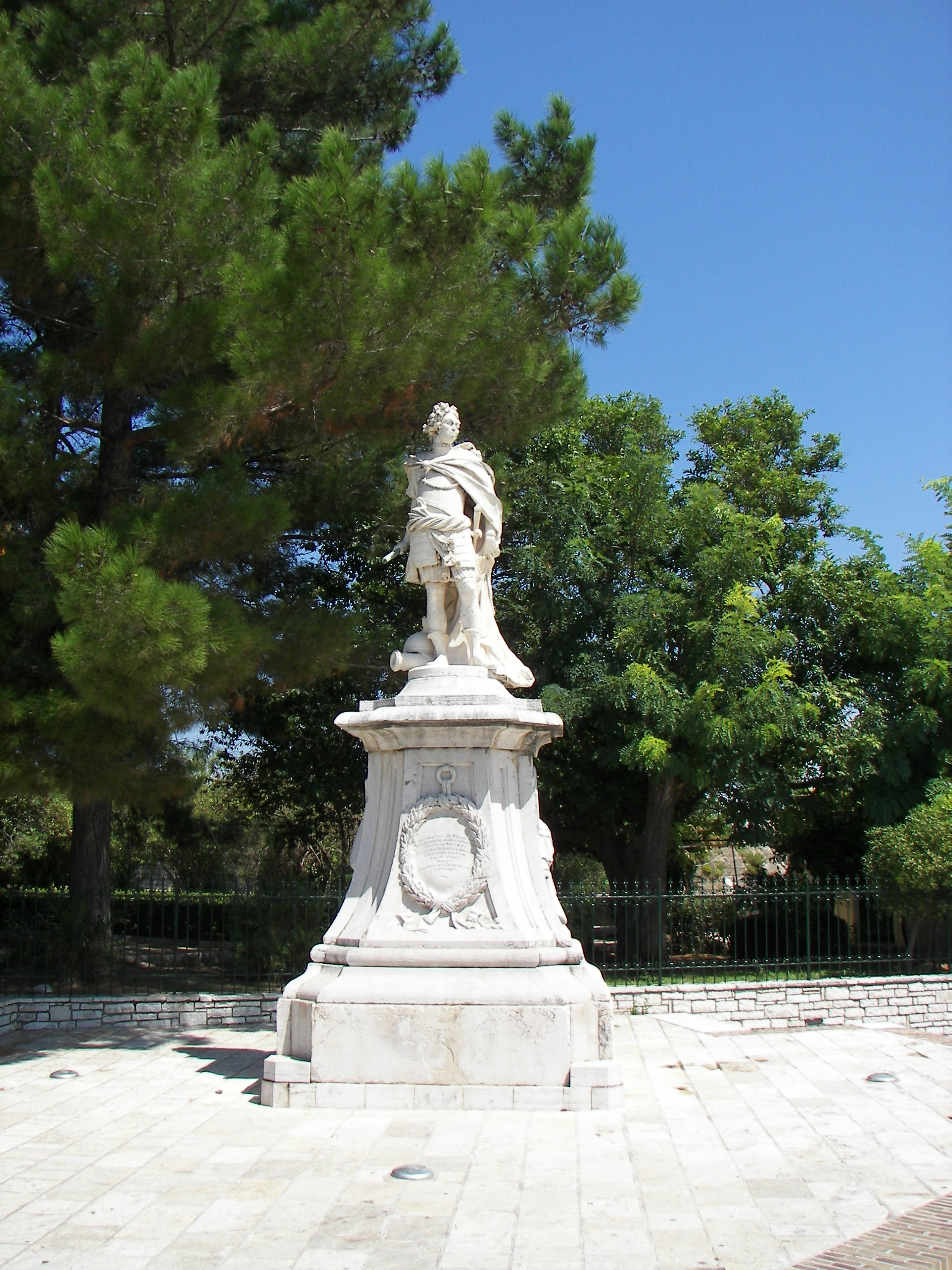
Standbeeld van Johann Matthias Reichsgraf von der Schulenburg, te Corfu.

Johann Matthias Reichsgraf von der Schulenburg (8 augustus 1661 – 14 maart 1747) was een Duitse aristocraat en generaal van Pruisische afkomst. Tijdens zijn militaire loopbaan, aan het begin van de 18de eeuw, was hij o.a. in dienst van het Saksische en Venetiaanse leger. Na zijn militaire loopbaan werd hij in Venetië bekend als kunstverzamelaar. Verder was hij de broer van Melusine von der Schulenburg en zoon van Gustav Adolf Freiherr von der Schulenburg en Petronella Ottilie von Schwencke.